# Jeffrén Suárez
Jeffrén Isaac Suárez Bermúdez, meglio noto solo come Jeffrén (Ciudad Bolívar, 20 gennaio 1988), è un ex calciatore venezuelano con cittadinanza spagnola, di ruolo attaccante.

## Caratteristiche tecniche
Ala destra, può giocare anche come esterno d'attacco sinistro o prima punta. All'occorrenza ha giocato anche come terzino.

## Carriera

### Club

#### Barcellona e filiali
Inizia a giocare nel settore giovanile del Barcellona nel 2004. Debutta in campionato il 17 maggio 2009 nella partita persa contro il RCD Mallorca per 2-1. Segna il suo primo gol il 4 aprile 2010 nella sfida contro l'Athletic Bilbao. Il suo secondo gol lo realizza il 24 aprile 2010 contro lo Xerez. Nel Clásico Barcellona-Real Madrid, il 29 novembre 2010, segna il goal del definitivo 5-0. Il 28 maggio 2011 vince anche la sua prima Champions League.

#### Sporting Lisbona
Il 1º agosto 2011 viene ufficializzata la sua cessione a titolo definitivo ai portoghesi dello Sporting Lisbona, con cui firma un contratto di 5 anni con una clausola rescissoria di 30 milioni di euro; il costo dell'operazione è stato di circa 3750000 €.

#### Real Valladolid
Il 31 gennaio 2014 passa a parametro zero al Real Valladolid. Con i "Pucela" in un campionato e mezzo gioca 46 partite, mettendo a segno 3 gol.

#### Eupen
Il 29 agosto 2015 passa da svincolato all'Eupen, squadra militante in Tweede klasse. La sua prima stagione con i belgi si chiude con 17 presenze e 3 gol.

#### Grasshoppers
Dopo due stagioni in Belgio, passa alla squadra elvetica del Grasshoppers.

### Nazionale
Nel 2007 il commissario tecnico del Venezuela Richard Páez lo convoca per la Copa América 2007, ma Jeffrén rifiuta la chiamata in quanto non aveva ancora scelto se giocare per il Venezuela o per la nazionale spagnola. Esordirà con la maglia della nazionale sudamericana l'8 settembre 2015 nell'1-1 ottenuto in una partita amichevole giocata contro Panama.

## Statistiche

### Presenze e reti nei club
Statistiche aggiornate al 29 ottobre 2018.
| Stagione                | Squadra                 | Campionato              | Campionato | Campionato | Coppe nazionali | Coppe nazionali | Coppe nazionali | Coppe continentali | Coppe continentali | Coppe continentali | Altre coppe | Altre coppe | Altre coppe | Totale | Totale |  |
| Stagione                | Squadra                 | Comp                    | Pres       | Reti       | Comp            | Pres            | Reti            | Comp               | Pres               | Reti               | Comp        | Pres        | Reti        | Pres   | Reti   |  |
| ----------------------- | ----------------------- | ----------------------- | ---------- | ---------- | --------------- | --------------- | --------------- | ------------------ | ------------------ | ------------------ | ----------- | ----------- | ----------- | ------ | ------ |  |
| 2005-2006               | Barcellona C            | TD                      | 5          | 0          | -               | -               | -               | -                  | -                  | -                  | -           | -           | -           | 5      | 0      |  |
| 2006-2007               | Barcellona C            | TD                      | 2          | 1          | -               | -               | -               | -                  | -                  | -                  | -           | -           | -           | 2      | 1      |  |
| Totale Barcellona C     | Totale Barcellona C     |                         | 7          | 1          | -               | -               |                 | -                  | -                  |                    | -           | -           |             | 7      | 1      |  |
| 2006-2007               | Barcellona B            | SDB                     | 32         | 3          | -               | -               | -               | -                  | -                  | -                  | -           | -           | -           | 32     | 3      |  |
| 2007-2008               | Barcellona B            | TD                      | 30         | 6          | -               | -               | -               | -                  | -                  | -                  | -           | -           | -           | 30     | 6      |  |
| 2008-2009               | Barcellona B            | SDB                     | 20         | 5          | -               | -               | -               | -                  | -                  | -                  | -           | -           | -           | 20     | 5      |  |
| Totale Barcellona B     | Totale Barcellona B     | Totale Barcellona B     | 82         | 14         |                 | -               | -               |                    | -                  | -                  |             | -           | -           | 82     | 14     |  |
| 2006–2007               | Barcellona              | PD                      | 0          | 0          | CR              | 1               | 0               | UCL                | 0                  | 0                  | SU+Cmc+SS   | 0           | 0           | 1      | 0      |  |
| 2007–2008               | Barcellona              | PD                      | 0          | 0          | CR              | 0               | 0               | UCL                | 0                  | 0                  | -           | -           | -           | 0      | 0      |  |
| 2008–2009               | Barcellona              | PD                      | 2          | 0          | CR              | 0               | 0               | UCL                | 0                  | 0                  | -           | -           | -           | 2      | 0      |  |
| 2009–2010               | Barcellona              | PD                      | 12         | 2          | CR              | 2               | 0               | UCL                | 2                  | 0                  | SU+Cmc+SS   | 0+1+1       | 0           | 18     | 2      |  |
| 2010-2011               | Barcellona              | PD                      | 8          | 1          | CR              | 3               | 0               | UCL                | 2                  | 0                  | SS          | 0           | 0           | 13     | 1      |  |
| Totale Barcellona       | Totale Barcellona       | Totale Barcellona       | 23         | 3          |                 | 6               | 0               |                    | 4                  | 0                  |             | 2           | 0           | 35     | 3      |  |
| 2011-2012               | Sporting Lisbona        | PL                      | 11         | 3          | CP+CdL          | 2+1             | 0               | UEL                | 4                  | 0                  | -           | -           | -           | 18     | 3      |  |
| 2012-2013               | Sporting Lisbona        | PL                      | 13         | 2          | CP+CdL          | 1+3             | 0               | UEL                | 4                  | 0                  | -           | -           | -           | 21     | 2      |  |
| Totale Sporting Lisbona | Totale Sporting Lisbona | Totale Sporting Lisbona | 24         | 5          |                 | 7               | 0               |                    | 8                  | 0                  |             | -           | -           | 39     | 5      |  |
| gen.-giu. 2014          | Real Valladolid         | PD                      | 11         | 0          | CR              | -               | -               | -                  | -                  | -                  | -           | -           | -           | 11     | 0      |  |
| 2014-2015               | Real Valladolid         | SD                      | 35         | 3          | CR              | 1               | 0               | -                  | -                  | -                  | -           | -           | -           | 36     | 3      |  |
| Totale Real Valladolid  | Totale Real Valladolid  | Totale Real Valladolid  | 46         | 3          |                 | 1               | 0               |                    | -                  | -                  |             | -           | -           | 47     | 3      |  |
| 2015-2016               | KAS Eupen               | D2                      | 17         | 3          | CB              | 1               | 0               | -                  | -                  | -                  | -           | -           | -           | 18     | 3      |  |
| 2016-2017               | KAS Eupen               | D1                      | 19+7       | 0+2        | CB              | 5               | 0               | -                  | -                  | -                  | -           | -           | -           | 31     | 2      |  |
| Totale KAS Eupen        | Totale KAS Eupen        | Totale KAS Eupen        | 36+7       | 3+2        |                 | 6               | 0               |                    | -                  | -                  |             | -           | -           | 49     | 5      |  |
| 2017-2018               | Grasshopper             | SL                      | 32         | 5          | CS              | 4               | 1               | -                  | -                  | -                  | -           | -           | -           | 36     | 6      |  |
| 2018-2019               | Grasshopper             | SL                      | 8          | 0          | CS              | 1               | 1               | -                  | -                  | -                  | -           | -           | -           | 9      | 1      |  |
| Totale Grasshopper      | Totale Grasshopper      | Totale Grasshopper      | 40         | 5          |                 | 5               | 2               |                    | -                  | -                  |             | -           | -           | 45     | 7      |  |
| gen.-giu. 2019          | AEK Larnaca             | A                       | 14         | 0          | CC              | 1               | 0               |                    | -                  | -                  |             | -           | -           | 14     | 0      |  |
| feb. -lug. 2020         | Slaven Belupo           | PL                      | 11         | 1          | CC              | 1               | 0               |                    | -                  | -                  | -           | -           | -           | 12     | 1      |  |
| 2020-gen. 2021          | Slaven Belupo           | PL                      | 8          | 0          | CC              | 1               | 0               | -                  | -                  | -                  | -           | -           | -           | 9      | 0      |  |
| Totale Slaven Belupo    | Totale Slaven Belupo    | Totale Slaven Belupo    | 19         | 1          |                 | 2               | 0               |                    | -                  | -                  |             | -           | -           | 21     | 1      |  |
| 2021                    | Al-Dhaid                | PD                      | 11         | 5          | -               | -               | -               | -                  | -                  | -                  | -           | -           | -           | 11     | 5      |  |
| 2021-2022               | Lamphun Warrior         | TL1                     | 27         | 11         | CT              | 1               | 0               | -                  | -                  | -                  | -           | -           | -           | 28     | 11     |  |
| 2022-2023               | Lamphun Warrior         | TL1                     | 13         | 1          | CT              | 1               | 0               | -                  | -                  | -                  | -           | -           | -           | 14     | 1      |  |
| Totale Lamphun Warrior  | Totale Lamphun Warrior  | Totale Lamphun Warrior  | 40         | 12         |                 | 2               | 0               |                    | -                  | -                  |             | -           | -           | 42     | 12     |  |
| Totale carriera         | Totale carriera         | Totale carriera         | 349        | 54         |                 | 30              | 2               |                    | 12                 | 0                  |             | 2           | 0           | 393    | 56     |  |

### Cronologia presenze e reti in Nazionale
| Cronologia completa delle presenze e delle reti in nazionale ― Venezuela | Cronologia completa delle presenze e delle reti in nazionale ― Venezuela | Cronologia completa delle presenze e delle reti in nazionale ― Venezuela | Cronologia completa delle presenze e delle reti in nazionale ― Venezuela | Cronologia completa delle presenze e delle reti in nazionale ― Venezuela | Cronologia completa delle presenze e delle reti in nazionale ― Venezuela | Cronologia completa delle presenze e delle reti in nazionale ― Venezuela | Cronologia completa delle presenze e delle reti in nazionale ― Venezuela |
| Data                                                                     | Città                                                                    | In casa                                                                  | Risultato                                                                | Ospiti                                                                   | Competizione                                                             | Reti                                                                     | Note                                                                     |
| ------------------------------------------------------------------------ | ------------------------------------------------------------------------ | ------------------------------------------------------------------------ | ------------------------------------------------------------------------ | ------------------------------------------------------------------------ | ------------------------------------------------------------------------ | ------------------------------------------------------------------------ | ------------------------------------------------------------------------ |
| 8-9-2015                                                                 | Mérida                                                                   | Venezuela                                                                | 1 – 1                                                                    | Panama                                                                   | Amichevole                                                               | -                                                                        | 69’                                                                      |
| 8-10-2015                                                                | Mérida                                                                   | Venezuela                                                                | 0 – 1                                                                    | Paraguay                                                                 | Qual. Mondiali 2018                                                      | -                                                                        | 81’                                                                      |
| 17-11-2015                                                               | Mérida                                                                   | Venezuela                                                                | 1 – 3                                                                    | Ecuador                                                                  | Qual. Mondiali 2018                                                      | -                                                                        | 54’                                                                      |
| 25-5-2016                                                                | Panama                                                                   | Panama                                                                   | 0 – 0                                                                    | Venezuela                                                                | Amichevole                                                               | -                                                                        | 73’                                                                      |
| Totale                                                                   |                                                                          | Presenze                                                                 | 4                                                                        |                                                                          | Reti                                                                     | 0                                                                        |                                                                          |

## Palmarès

### Club

#### Competizioni nazionali
- Campionato spagnolo di terza divisione: 1

Barcellona B: 2007-2008
- Campionato spagnolo: 3

Barcellona: 2008-2009, 2009-2010, 2010-2011
- Supercoppa di Spagna: 2

Barcellona: 2009, 2010

#### Competizioni internazionali
- Coppa del mondo per club: 1

Barcellona: 2009
- UEFA Champions League: 1

Barcellona: 2010-2011

### Nazionale
- Campionato d'Europa Under-19: 1

Polonia 2006
- Campionato d'Europa Under-21: 1

Danimarca 2011